# Francolí de Leivaillant
El francolí de Levaillant (Scleroptila levaillantii) és una espècie d'ocell de la família dels fasiànids (Phasianidae) que habita praderies d'Angola, Zàmbia, est de la República Democràtica del Congo, Uganda, Kenya, Ruanda, Burundi, Tanzània, Malawi i Sud-àfrica.